# Isolina (Maraini)
Isolina è un saggio dell'autrice italiana Dacia Maraini del 1985, che tratta dell'omicidio di Isolina Canuti, avvenuto a Verona nell'anno 1900, e dei processi che ne seguirono.
Il libro ha vinto il Premio Fregene,  è stato tradotto in tedesco e pubblicato nel 1988 col titolo Isolina, die zerstückelte Frau.

## Contenuto
Il 16 gennaio 1900 un sacco contenente i pezzi di un corpo umano viene ripescato dall'Adige a valle della città di Verona. I poveri resti sono conosciuti come appartenenti a Isolina Canuti, una giovane scomparsa pochi giorni prima; ne manca però la testa. Isolina, orfana di madre, era figlia di un anziano impiegato, Felice Canuti, e aveva avuto una relazione con Carlo Trivulzio, un tenente degli Alpini di nobile famiglia udinese che alloggiava in casa Canuti e che l'avrebbe messa incinta. Il Trivulzio, che nega ogni addebito, viene prima arrestato con l'accusa di omicidio e poi scarcerato, mentre l'opinione pubblica e i giornali si dividono tra innocentisti e colpevolisti. Tra questi ultimi spicca la Verona del Popolo, diretta dal deputato socialista Mario Todeschini, che sostiene che il tenente vada processato, per lo meno per procurato aborto. Alcuni indizi fanno pensare, come luogo del delitto, alla Trattoria del Chiodo, molto frequentata da ufficiali del Regio Esercito che vi tengono festicciole in una saletta interna. Secondo una ricostruzione, un tentativo di aborto effettuato maldestramente su Isolina da un militare per mezzo di una forchetta avrebbe provocato la morte della giovane per dissanguamento; si sarebbe poi proceduto a fare a pezzi il corpo per potersene sbarazzare.
Nel novembre 1901, non potendo più restare indifferente di fronte alla campagna di stampa organizzata dalla Verona del Popolo, il Trivulzio querela il politico socialista. Nel processo che ne consegue sono chiamati a deporre, tra gli altri, i famigliari di Isolina, la levatrice inizialmente contattata per effettuare l'aborto e Maria Policante, donna di servizio dei Canuti.
Un cameriere di un caffè, Coronato Visco Gilardi, dichiara alla Pubblica Sicurezza di aver visto due uomini portare un sacco sul lungadige la notte del delitto. Uno dei due viene individuato come Celeste Sitara, attendente del Trivulzio; il giudice però rifiuta d'introdurlo nel processo come nuovo teste. La parte civile, d'altronde, presenta dei testimoni che suffraghino la presentazione d'Isolina come di una donna leggera e di facili costumi.
Un ulteriore mistero riguarda la morte di Emma Poli, migliore amica d'Isolina, che sarebbe stata presente alla trattoria la sera del delitto e che prima di morire in ospedale il 28 febbraio 1900 avrebbe rivelato al padre di essere stata avvelenata, cosa che egli testimonia al processo.
L'opinione pubblica gradualmente si sposta in favore del Trivulzio, che il 31 dicembre viene riconosciuto parte lesa. Il Todeschini è condannato ad un risarcimento pecuniario e a 23 mesi di prigione; i principali giornali interessatisi alla vicenda l'accusano di aver voluto fare propaganda antimilitarista strumentalizzando un caso di cronaca nera, con accuse inventate.
L'opinione dell'autrice del libro è che Isolina non abbia ottenuto giustizia, dato che nessuno è stato condannato per il suo brutale assassinio, e che Carlo Trivulzio, seppure non sia stato l'esecutore materiale del delitto, vi abbia avuto comunque una parte.

## Opere derivate
Il libro di Dacia Maraini sul delitto Canuti ha ispirato uno spettacolo teatrale ed un poemetto di Silveria Gonzato Passarelli Tricarico, di cui si sono effettuate letture pubbliche in diverse località italiane.

## Edizioni
- Dacia Maraini, Isolina: la donna tagliata a pezzi, Milano, Mondadori, 1985.
- Dacia Maraini, Isolina: la donna tagliata a pezzi, Milano, Club degli Editori, 1985.
- Dacia Maraini, Isolina, collana SuperBUR, prefazione di Rossana Rossanda, n. 178, Milano, Rizzoli, 1992, ISBN 88-17-11478-2.
- Dacia Maraini, Isolina, in Romanzi, collana Firme oro, n. 3, Milano, Rizzoli, 2006, ISBN 88-486-0340-8.
- Dacia Maraini, Isolina, collana BUR.  Scrittori contemporanei, prefazione di Rossana Rossanda, Milano, Rizzoli, 2008, ISBN 978-88-17-11478-3.